# Michael Schär
Michael Schär (Geuensee, Luzern kanton, 1986. szeptember 29. –) svájci profi kerékpáros. 2021 óta a francia AG2R Citroën Teamben versenyez.

## Eredményei
2005
1., - Svájci országúti bajnokság - Időfutam - U23 
9. - GP Knorr
2006
2. - Giro della Valsesia
4. - Párizs–Roubaix - Junior
5., - Kerékpáros Európa-bajnokság - Mezőnyverseny
7. - Mainfranken-Tour
2007
3., összetettben - Sachsen Tour

## Grand Tour eredményei
| Grand Tour | 2009 | 2010 | 2011 | 2012 |
| ---------- | ---- | ---- | ---- | ---- |
| Giro       | -    | 99.  | -    |      |
| Tour       | -    | -    | 103. |      |
| Vuelta     | 110. | -    | -    |      |

## Külső hivatkozások
- Hivatalos oldal